# Cosne-d'Allier
Cosne-d'Allier es una comuna francesa situada en el departamento de Allier, en la región de Auvernia-Ródano-Alpes.

## Demografía
| 2300 | 2197 | 2288 | 2454 | 2453 | 2407 | 2034 |
| Para los censos de 1962 a 1999 la población legal corresponde a la población sin duplicidades (Fuente: INSEE [Consultar]) |      |      |      |      |      |      |